# Шанті (спокій)
Внутрішній спокій (або душевний спокій) відноситься до навмисного стану психологічного або духовного спокою, незважаючи на потенційну наявність стресорів. Перебування «у спокої» багато хто вважає здоровим (гомеостаз) і протилежністю стресу чи тривожності, і вважається станом, коли наш розум працює на оптимальному рівні, незалежно від результатів. Таким чином, душевний спокій зазвичай асоціюється з блаженством, щастям і задоволенням.
Душевний спокій, безтурботність і спокій є описом настрою, вільного від наслідків стресу. У деяких культурах внутрішній спокій вважається станом свідомості, який можна культивувати різними формами тренувань, наприклад, дихальними вправами, молитвою, медитацією, тай-чи або йогою. Багато духовних практик називають цей спокій як досвід пізнання самого себе.
Людям важко сприйняти свою внутрішню духовність, тому що повсякденні стресові фактори перемагають їх; знайти спокій і щастя в маленьких радощах життя може здатися важким, а результати не надто приємними. Досягнення духовності — процес крок за кроком; є способи, якими кожен день можна ставати більш духовним.
Внутрішній спокій можна описати як «позитивний емоційний стан із низьким рівнем збудження в поєднанні з відчуттям рівноваги або стабільності».
Тензін Г'ятсо, нинішній і 14-й Далай-лама, підкреслює важливість внутрішнього миру у світі:
Питання справжнього, тривалого миру у всьому світі стосується людей, тому основні людські почуття також є його корінням. Завдяки внутрішньому спокою можна досягти справжнього світового миру. У цьому значенні індивідуальної відповідальності цілком зрозумілі; атмосферу спокою спочатку потрібно створити всередині нас самих, а потім поступово поширюватися на наші сім’ї, наші громади і, зрештою, на всю планету.

## Подальше читання
- Scupoli, Lorenzo (1875). Interior Peace or The Path to Paradise . The Spiritual Combat, together with the supplement and The path of Paradise. Rivingtons.